# Zwartvruchtrot
Zwartvruchtrot (Stemphylium vesicarium) is een plantenziekte, die vele soorten planten kan infecteren, waaronder ui, knoflook, asperge en peer.
De schimmel komt vooral in de warmere delen van Europa voor, maar is nu ook wijdverbreid in Duitsland, in Italië eind jaren zeventig, in Spanje en Frankrijk in de jaren tachtig, in Nederland in 1997 en in België in 2002. Het wereldwijde besmettingspercentage wordt geschat op 1 tot 10%.
De schimmel kent twee ontwikkelingsstadia. Het aseksuele, anamorfe stadium wordt Stemphylium vesicarium genoemd. Het seksuele, teleomorfe stadium wordt Pleospora allii genoemd en leeft saprofytisch op afgevallen gebladerte, vruchten en andere plantenresten op de grond. Het vormt ascosporen in een pseudothecium. De ascosporen worden door regen opgespat en komen zo op de planten terecht. Ze ontkiemen bij een geschikte temperatuur en vochtigheid, bij 21 tot 23 °C, ongeveer drie uur na het bevochtigen. Dit gebeurt meestal in het late voorjaar. De eerste symptomen kunnen al 48 uur later optreden. De forma specialis van Stemphylium vesicarium op peer produceert twee gifstoffen, SV-toxine I en SV-toxine II, die de weefsels van de plant doden. De afgestorven gebieden vormen zwarte vlekken die groter worden. De vlekken kunnen op elk groen deel van de plant verschijnen. Ze zitten meestal op de bladeren, maar ook op de vruchten en groene takken, op de nog aanwezige kelkblaadjes van jonge vruchten en meer in het midden van rijpe vruchten. Symptomen verschijnen voor het eerst in het late voorjaar, groeien en vermenigvuldigen zich vervolgens gedurende het groeiseizoen. De groei en ontwikkeling van de plant wordt geremd. De oogst wordt tot wel 95% verminderd. Stemphylium vesicarium vormt in de zomer conidiosporen. De conidiosporen worden door de wind meegevoerd en verspreiden de infectie naar andere planten. Conidiosporen zijn te vinden op alle dode delen van de planten, maar niet op de groene delen. De conidiosporen zitten op rechtopstaande conidiëndragers met aan de top een alleenstaande conidiospore.

## Morfologie
Het draadvormige mycelium is dun en doorzichtig. Het conidium is een dictyospore. Ze zijn langwerpig tot ovaal, meercellig met 1-5 transversale en 1-2 longitudinale septa. De conidia zijn 21-48 μm lang en 10-22 μm breed. De lengte-breedteverhouding is 1,5 tot 2,7 voor conidia die zijn gevormd in gastheerweefsels en 2,5 tot 3,0 voor conidia die zijn gekweekt op een voedingsbodem. De conidioforen zijn rechtopstaand, bruin en met slechts één conidium bovenaan.
Het pseudothecium is bruin tot zwart van kleur, leerachtig en bolvormig. De grootte van pseudothecia hangt af van het substraat, hun diameter is 100-500 μm. De ascus is cilindrisch-knotsvormig, 131 × 26 μm lang met acht ascosporen. De geelbruine ascosporen zijn ellipsvormig of langwerpig tot knotsvormig, gemiddeld 32 × 14 μm lang met drie tot zeven transversale septa en één longitudinaal septum

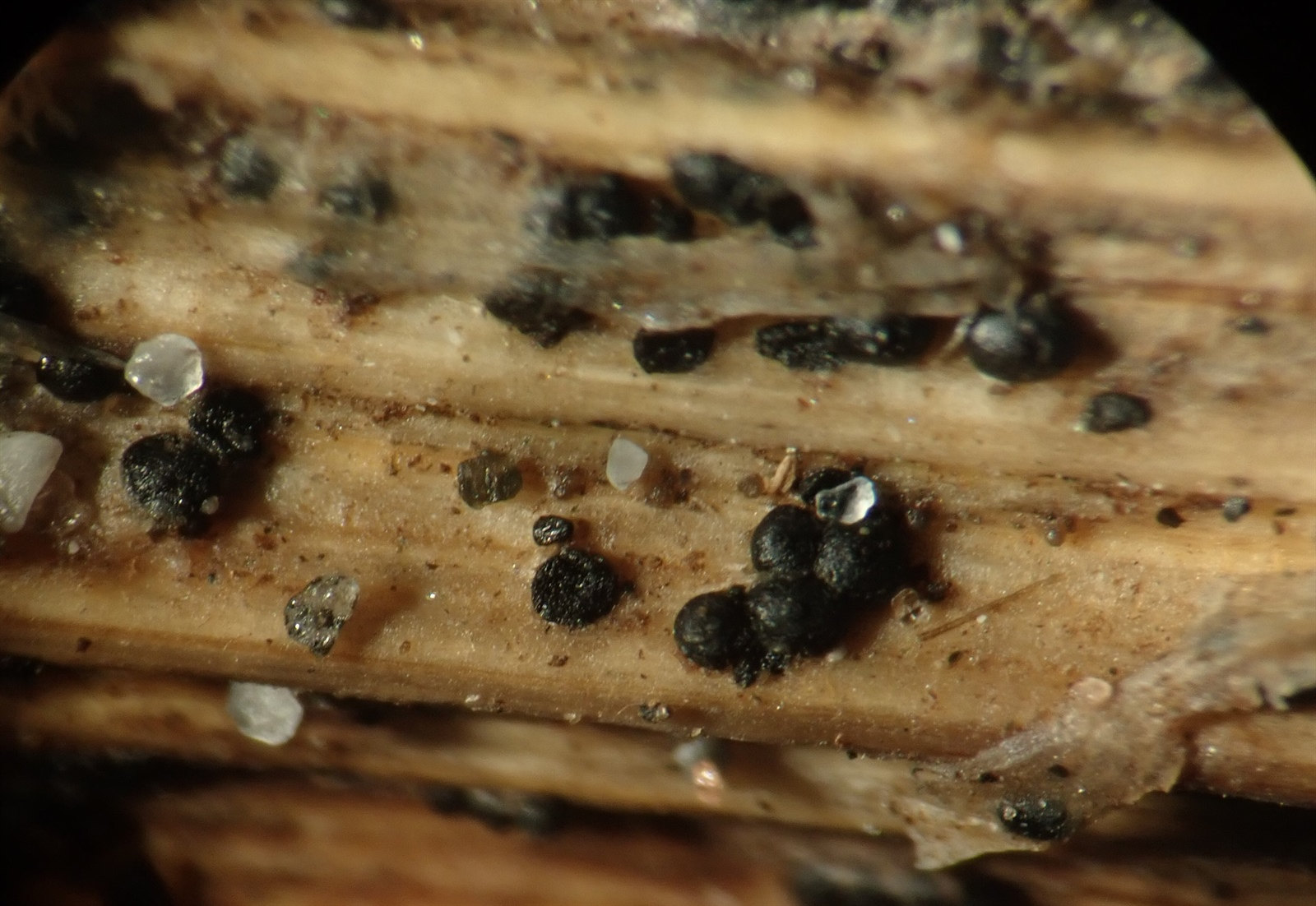
Pseudothecia
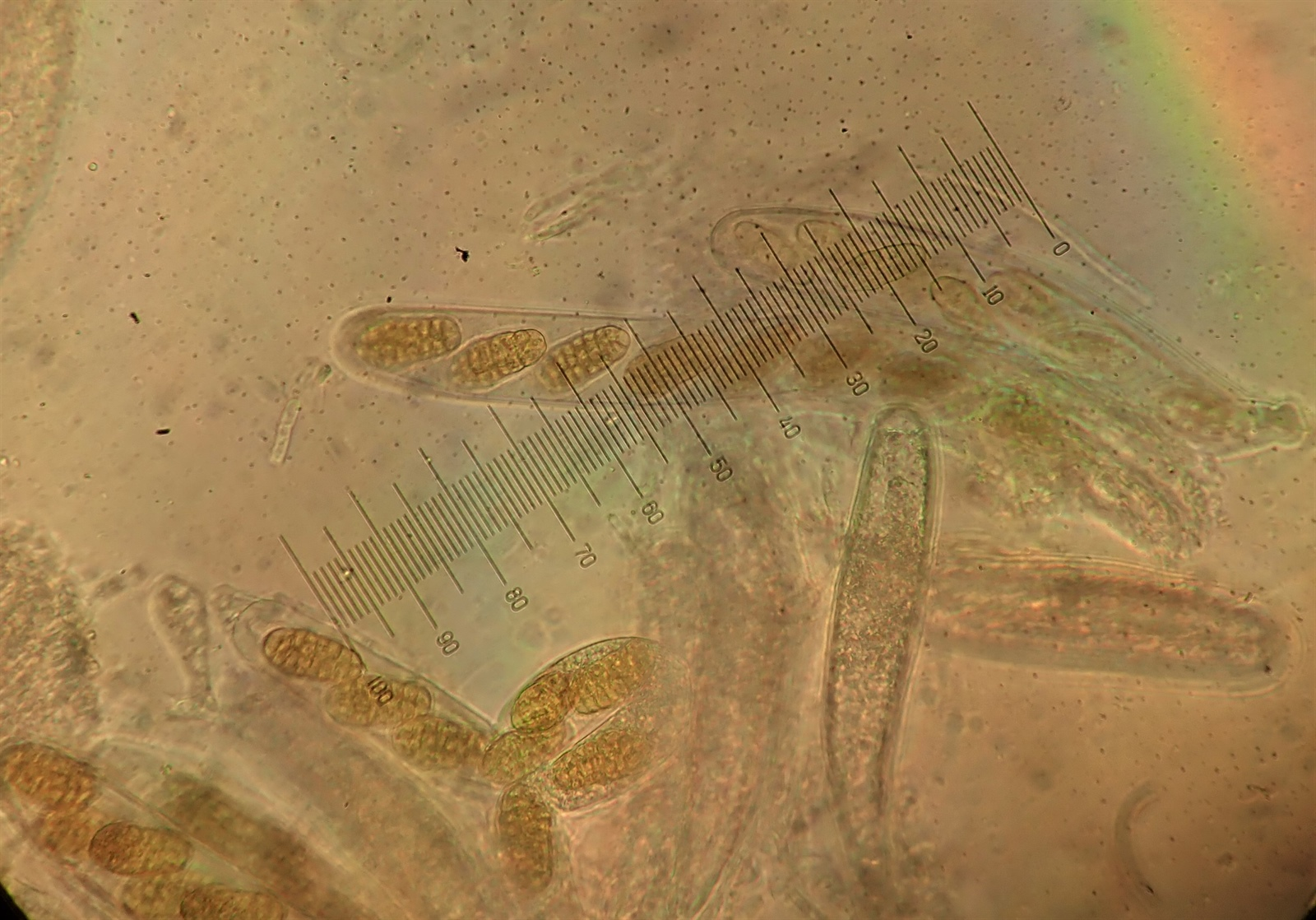
Ascosporen in asci
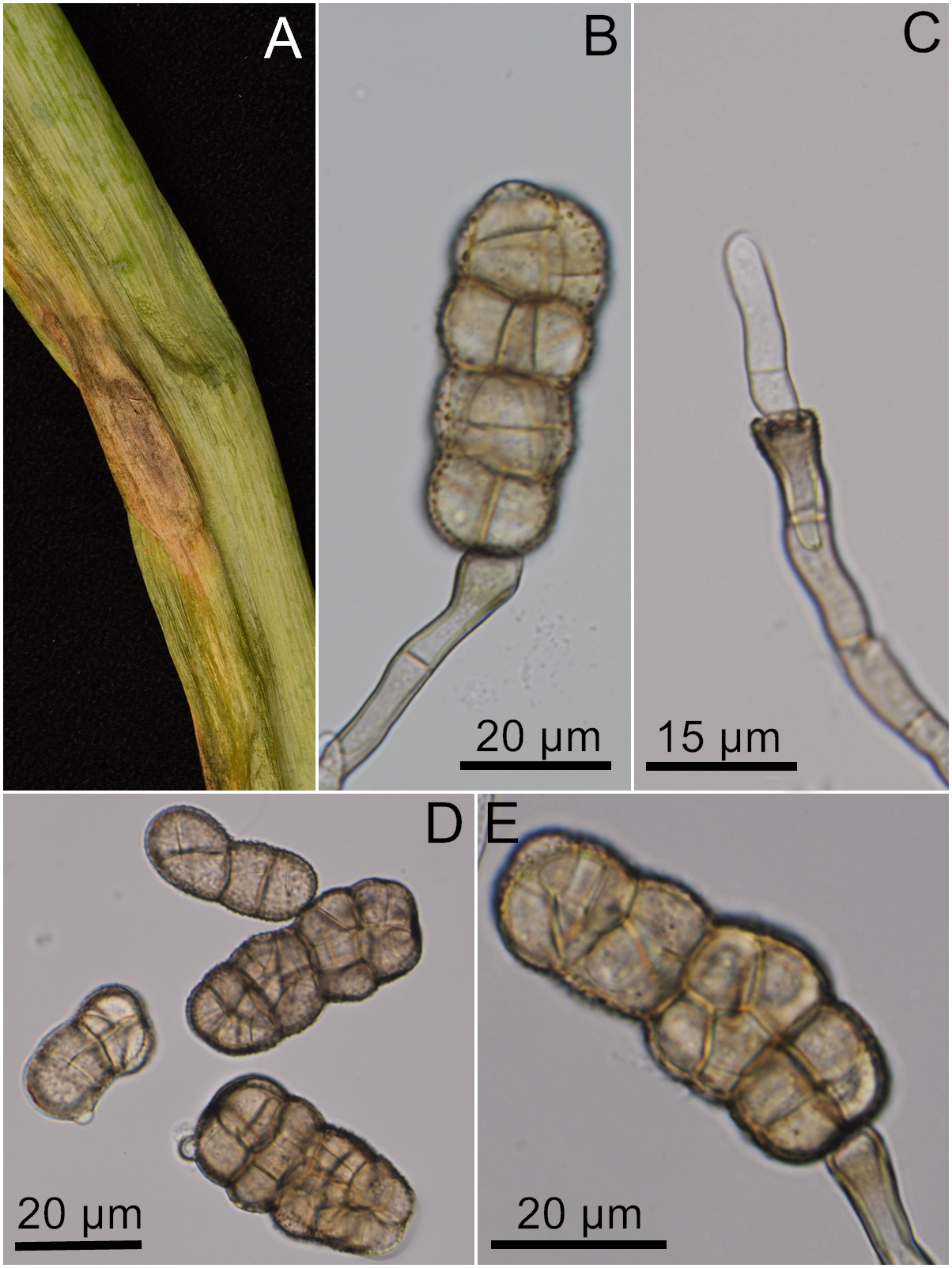
Conidiosporen

## Forma specialis
Er zijn verschillende formae speciales van Stemphylium vesicarium bekend. Een forma specialis die uien,, een die asperges,, een die schermbloemigen,, een die knoflook en een die mango aantast. De verschillende formae speciales van Stemphylium vesicarium produceren verschillende gifstoffen. De gifstoffen zijn speciaal aangepast aan de te infecteren waardplanten. Het forma specialis van peren doodt het weefsel vanaf een toxineconcentratie van 10−8 (0,01 microgram per gram). Van de andere formae speciales worden peren niet ziek. De forma specialis van peterselie infecteert ook andere schermbloemigen en deze kan ook peren infecteren maar alleen via wondjes. Verschillende formae speciales kunnen tegelijkertijd naast elkaar voorkomen. De sporen van de formae speciales kunnen alleen van elkaar worden onderscheiden door analyse van het DNA.